# Liegen lernen
Pour plus de détails, voir Fiche technique et Distribution.
Liegen lernen est une comédie romantique allemande, réalisée par Hendrik Handloegten (de), sortie en 2003.
Il s'agit de l'adaptation du roman éponyme de Frank Goosen (de), écrit en 2000 qui décrit l'adolescence et le passage à l'âge adulte d'un ouest-allemand pendant les années Kohl, de 1982 à 1998.

## Synopsis
Le 26 septembre 1998, un jour avant la fin de la chancellerie Kohl, Helmut tombe dans un flaque d'eau à la sortie d'un bar et se remémore ses années passées.

### Années 1980
En 1982 il va au lycée à Düsseldorf avec son meilleur ami Mücke. Là, il tombe amoureux d'une élève populaire, Britta, qui fait partie d'un groupe pacifiste. Il y adhère pour pouvoir la séduire et les deux se rapprochent lors d'une expédition à Berlin-Ouest. Pendant le réveillon de noël suivant Helmut a avec elle sa première expérience sexuelle mais Britta exige que leur relation reste secrète. Bientôt Britta brusquement déménage chez son père à San Francisco et y trouve un petit-ami, coupant totalement les ponts avec Helmut.
Helmut passe son abitur et poursuit des études de médecine. Il fait la rencontre de Gisela et ils emménagent bientôt dans une colocation. Gisela est gentille mais Helmut la trouve trop conventionnelle et il finit par coucher avec Barbara, leur colocataire de plusieurs années son aînée et qui fait moins de manières que Gisela. Cette dernière finit par s'en apercevoir et lui donne quelques heures pour vider l'appartement.
Helmut n'a pas oublié Britta, et continue les aventures sans lendemain. Pour la chute du Mur, Helmut est au lit avec Gloria, une journaliste sportive qui parle cash mais qui ne plaît pas à ses parents.

### Années 1990
Au lendemain de la chute du mur, il reçoit un coup de fil de Mücke, qui lui annonce qu'il a vu Britta dans une soirée à Berlin. Il revoit Britta qui a changé de vie et se montre distante. Elle ne se souvient même pas de la bague qu'Helmut lui avait donné quelques années plus tôt. Par ailleurs, il apprend par Mücke que Britta avait aussi couché avec Mücke du temps de l'école, et Helmut comprend pourquoi Britta voulait alors garder leur relation secrète. Helmut perd donc ses illusions de jeunesse, et se retrouve un peu perdu. Ses parents, qu'il avait toujours trouvé conservateurs et stables, divorcent.
Finalement en 1998 alors qu'il a 34 ans, il rencontre Tina, une fille énergique avec laquelle il souhaite avoir un couple stable. Mais bientôt Tina lui pose l'ultimatum d'avoir des enfants sous peine de le quitter. Avant de prendre sa décision, il décide de revoir Britta une dernière fois et remonte à Berlin.

## Fiche technique
- Titre original : Liegen lernen (littéralement, « apprendre à (se) coucher »)
- Réalisation : Hendrik Handloegten (de)
- Scénario : Hendrik Handloegten (de), d'après Frank Goosen (de)
- Décors : Sabine Schaaf, Ruth B. Wilbert
- Costumes : Lucia Faust
- Photographie : Florian Hoffmeister
- Montage : Elena Bromund
- Musique : Dieter Schleip
- Casting : Nessie Nesslauer
- Production : Maria Köpf
- Société de production : X-Filme Creative Pool
- Sociétés de distribution : X Verleih AG
- Pays de production :  Allemagne
- Langue originale : allemand
- Genre : comédie romantique
- Durée : 118 minutes
- Dates de sortie :
  - Allemagne : 2 juillet 2003 (Festival de Munich) ; 4 septembre 2003 (sortie nationale)
  - Suisse : 9 octobre 2003

## Distribution
- Fabian Busch (de) : Helmut
- Susanne Bormann : Britta
- Fritzi Haberlandt : Gisela
- Sophie Rois : Barbara
- Anka Sarstedt : Gloria
- Birgit Minichmayr : Tina
- Florian Lukas : Mücke
- Tino Mewes (de) : le long Schäfer
- Sebastian Münster (de) : Beck
- Beate Abraham (de) : la mère d'Helmut
- Wilfried Dziallas (de) : le père d'Helmut
- Uwe Rohde (de) : Uwe
- André Meyer (de) : Rüdiger
- Jean-Pierre Cornu (de) : Professeur Mutter
- Heinz Schubert : Oncle Bertram[1]

## Tournage
Au contraire du roman qui se passe à Bochum, la ville de l'auteur Frank Goosen, le film a été tourné à Düsseldorf. L'université du film est l'université Heinrich Heine de Düsseldorf.

## Bande originale
- Cotier liegen lernen — Denzel & Huhn
- Rythm of the Rain — The Cascades
- Dust in the Wind — Kansas
- Berlin — Fischer-Z
- Thief of Fire — Popgroup
- Words — F.R. David
- Otomo — Tarwater
- Lost You Too — Steamhammer
- Albatross — Chris Coco feat. Peter Green
- Coffee Baby — Cherie
- Lover I don't have to love — Bright Eyes
- Berlin (version Mariachi) — Los Bigotes
- You Better Keep it on your Mind — Hank Williams
- Half a Minute — Matt Bianco
- Move it on Over — Hank Williams
- Pop Song 89 — REM
- Sazlar Çalinir Camlicanin Bahçlelrinde — Yesam Asim Arsoy, Dr. Yilmaz Asocal
- Liegen lernen — Heroes & Villains
- Niksarin Fidanlari — Dr. Yilmaz Asocal
- In Spite of Me — Morphine
- Endspurt — Nackt
- Denkmal — Wir sind Helden